# Hippopsicon rugicolle
Hippopsicon rugicolle là một loài bọ cánh cứng trong họ Cerambycidae.